# Leverurt (art)
Leverurt (Parnassia palustris) er en planteart inden for Leverurt-slægten. Den er vurderet som næsten truet på den danske rødliste 2019.

## Kendetegn
Planten er helt glat og bliver indtil 35 cm høj og har en enlig, stor hvid blomst for enden af stænglen. Lidt forneden på stænglen er der et enkelt siddende blad, der i form minder om grundbladene.
Grundbladene sidder i roset og er langstilkede og hjerteformede. Bladene er i reglen hvidspidsede og rødprikkede på undersiden.
Blomsten er indtil 3 cm bred og har 5 bægerblade, 5 kronblade, 5 frugtbare støvdragere og 5 golde, honningholdige støvdragere (staminodier), der har indtil 15 gulgrønne frynser. Støvvejen er 4-bladet og støvfanget er næsten siddende.
Kronbladene har meget karakteristiske, gennemskinnelige årer, der i reglen træder tydeligt frem. Frugten er en kapsel med meget små frø. Frøenes opdrift øges ved at frøskallen omgiver dem som en luftfyldt sæk.

### Forveksling
Leverurt er en meget karakteristisk plante, som – i alt fald i blomst – ikke bør kunne forveksles med andre danske blomsterplanter. I Grønland findes den meget lignende arktisk leverurt (Parnassia kotzebúei), der adskiller sig fra denne art ved at have bladløs stængel.

## Biologi
En flerårig urt, med en indviklet bestøvningsbiologi, og hvis frø spredes af vinden.
De golde, frynsede støvdragere (staminodierne) fungerer som honningkirtler, men insektbestøvning ser ikke ud til at finde sted. Blomsten er tilsyneladende først-hanlig, idet de fem fertile støvdragere strækker sig en efter en og afsætter støv, der kan befrugte det endnu ikkeudfoldede støvfang, som alligevel er modtageligt for støvet. I forbindelse med strækningen krummer støvdragerne sig en efter en ind over støvfanget og afsætter støv på det. – Der er altså tale om selvbestøvning. Herefter knækker støvknapperne sædvanligvis af. – Først når alle 5 støvdragere har udviklet sig på den måde, strækker det 4-rummede støvfang sig og bliver modtageligt for fremmedbestøvning.
Det ser ud til at selvbestøvning er reglen, og at de 5 golde, frynsede, honningholdige støvdragere tilsyneladende er uden betydning for plantens bestøvning og kan tolkes som et levn fra stamformer, der har haft insektbestøvning. Man har ved forsøg konstateret, at bestøvning finder sted, selv om man fjerner staminodierne.

## Levested og udbredelse
Planten lever på fugtige enge, med næringsrigt kalkholdigt grundvand. Undertiden på mere gruset, kalkholdig bund.
Leverurt er temmelig sjælden i Nordjylland og det nordlige Østjylland – ellers sjælden eller meget sjælden. Den er gået meget tilbage i takt med ødelæggelsen af de græssede kalkkær. Den tåler ikke meget tilgroning. Tilbagegangen er især udpræget på Øerne, hvor den på de tilbageværende lokaliteter ofte står i meget få eksemplarer.
Leverurt er en værdifuld indikatorart for kalkrige enge og moser præget af vældaktivitet. Leverurt blomstrer juli-september. Med lidt øvelse kan dens bladrosetter genkendes uden for blomstringstiden.

## Navn
Det latinske slægtsnavn "Parnassia" er efter oldtidens for datidens grækere hellige bjerg Parnassos. Det latinske artsnavn "palustris" betyder "voksende i sumpe".
Det danske navn "Leverurt" hentyder til, at planten tidligere blev brugt som lægemiddel mod leversygdomme.